# Вардан Ханасори
Варда́н Ханасори́ (арм. Վարդան Խանասորի), урождённый Сарки́с Меграбя́н (арм. Սարգիս Մեհրաբյան; ?, с. Демирли, Елисаветпольская губерния — 1943, Ереван), — видный деятель армянского национально-освободительного движения; один из наиболее известных партизанских командиров партии «Дашнакцутюн».

## Биография
Стоял у истоков создания партии. В 1890-е годы один из руководителей партийной деятельности в Иранском Азербайджане, где организовывал переброску людей и оружия для партизанской войны в Османской империи. «Вардан» был его партийный псевдоним.
Во время армянской резни лета 1896 года — руководитель самообороны в селении Шатах, затем участник самообороны Вана.
В следующем году прославился как руководитель Ханасорского похода. Поход представлял собой операцию по наказанию курдского вождя Шариф-Бека, командира иррегулярной турецкой конницы «Хамидие», в 1895 году со своим отрядом уничтожившего партизанские группы дашнаков. 24 июля 1897 года Вардан во главе 253 фидаинов перешёл ирано-турецкую границу, спустился в Ханасорскую долину, где располагалась ставка Шариф-Бека, и на следующий день после 12-часового боя полностью уничтожил людей Шариф-Бека, а также гостившего у них турецкого капитана (сам Шариф-Бек бежал в женской одежде, так как Вардан запретил убивать женщин и детей). Вардан потерял 20 человек убитыми. За этот бой он получил почетное прозвище «Ханасори» («Ханасорский»).
Летом 1905 года в связи с начавшейся армяно-татарской резнёй Вардан отозван на родину в Нагорный Карабах, где возглавил армянскую самооборону в области.
После начала Первой мировой войны благодаря объявленной в России амнистии вступает в русскую армию, возглавив одну из добровольчесикх дружин, а с 1915 года возглавляет Араратский отряд армянских добровольцев на Кавказском фронте, во главе которого занял Ван в мае 1915 года.
Остался в Армении после становления советской власти. Умер в 1943 году. Его сын, женившийся на дочери Арама Манукяна, ушёл на фронт Великой Отечественной войны и погиб в боях против немцев.